# Rhagodes rothschildi
Espèce
Synonymes
- Rhagodopa jemenensis Roewer, 1933

Rhagodes rothschildi est une espèce de solifuges de la famille des Rhagodidae.

## Distribution
Cette espèce est endémique du Yémen.

## Description
Le mâle mesure 25 mm et la femelle 37 mm.

## Étymologie
Cette espèce est nommée en l'honneur de Lionel Walter Rothschild.

## Publication originale
- Pocock, 1903 : Some Arachnida collected by Mr. G.W. Bury in Yemen. Annals and Magazine of Natural History, sér. 7, vol. 11, p. 214–220 (texte intégral).